# Fruit de la passion

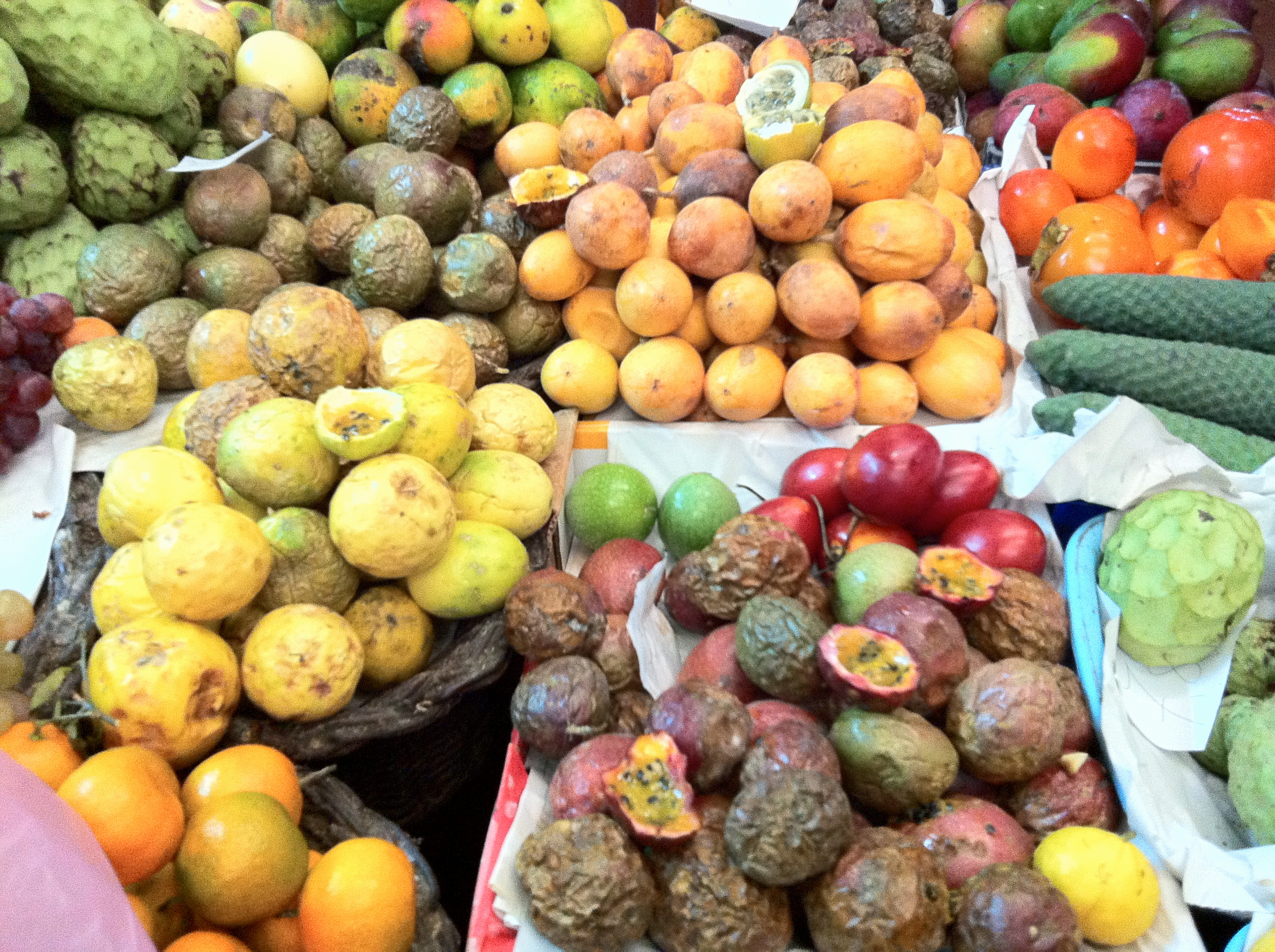
Une variété de fruits de la passion sur un marché à Funchal.

Le fruit de la passion est le fruit de certaines plantes à fleurs du genre Passiflora,, dont en particulier Passiflora edulis (la grenadille).

## Étymologie
Le fruit de la passion est ainsi appelé parce qu'il provient de l'une des nombreuses espèces de fleur de la passion (en latin Passiflora). Vers 1700, le nom a été donné par des missionnaires au Brésil comme aide pédagogique tout en essayant de convertir les habitants indigènes au christianisme ; son nom était flor das cinco chagas ou « fleur des cinq plaies » pour illustrer la Crucifixion du Christ et sa Résurrection, avec d'autres composants végétaux également nommés d'après un emblème de la Passion de Jésus.

## Apparence et structure
Les fruits de la passion sont ronds ou ovales. Ils peuvent être jaunes, rouges, violets et verts. Les fruits sont des baies contenant de nombreuses graines réticulées, sillonnées ou ponctuées, et entourées par un arille translucide et souvent mucilagineux.

## Variétés
Les fruits de la passion comestibles peuvent être divisés en quatre types principaux :
- fruit de la passion violet (fruits de Passiflora edulis Sims),
- fruit de la passion jaune (Passiflora edulis f. flavicarpa Deg.),
- grenadille douce (Passiflora ligularis), appelée aussi grenadelle,
- grenadille géante (Passiflora quadrangularis L.)[5].

## Usages
La partie du fruit qui est consommée sont les graines pulpeuses et juteuses. Les fruits de la passion peuvent également être pressés pour en faire du jus.

## Phytochimiques
Plusieurs variétés de fruits de la passion sont riches en polyphénols,, et les variétés jaunes du fruit contiennent de la prunasine et d'autres glycosides cyanogènes dans la peau et le jus.

## Galerie

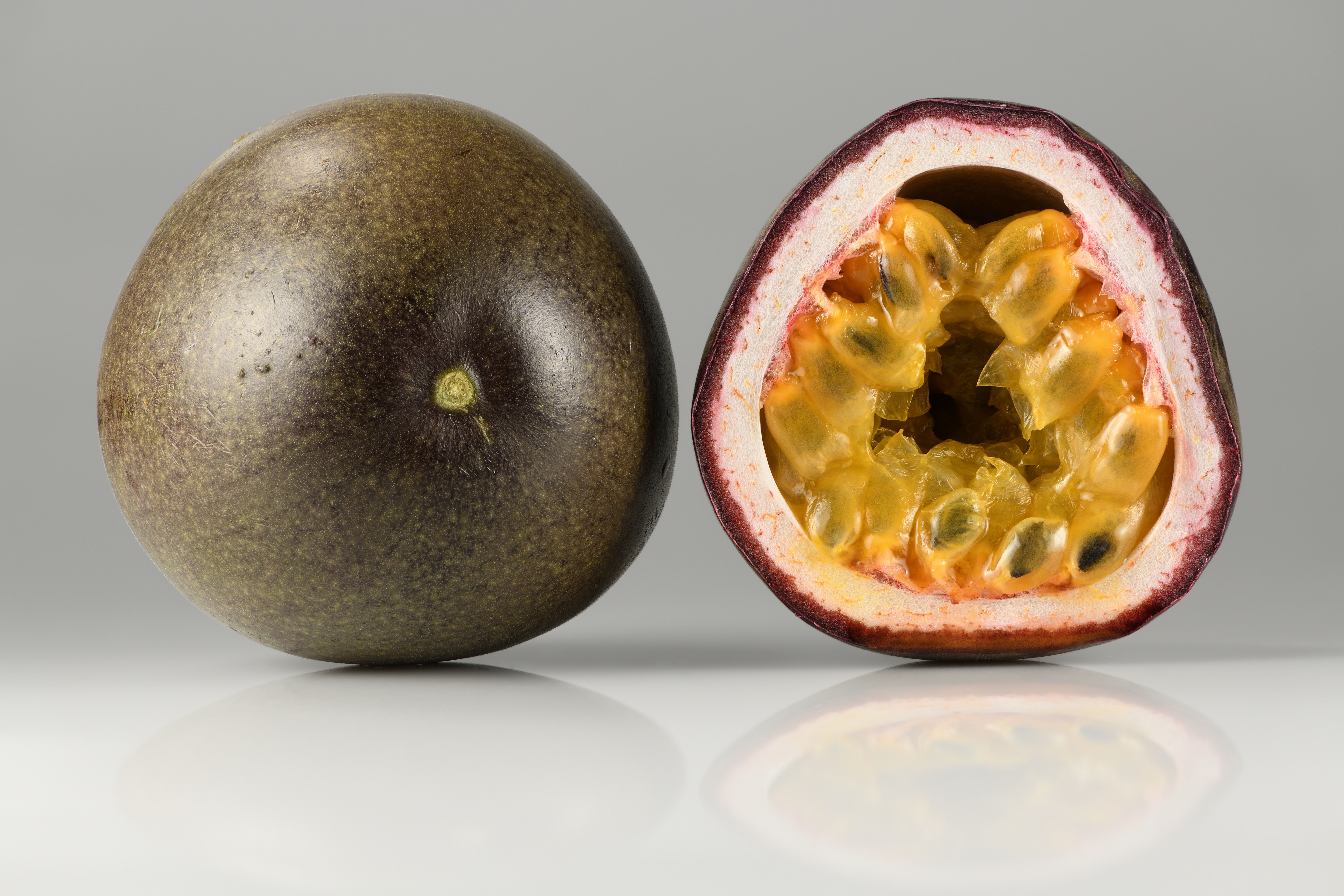
Fruit de la passion pourpre (Passiflora edulis).
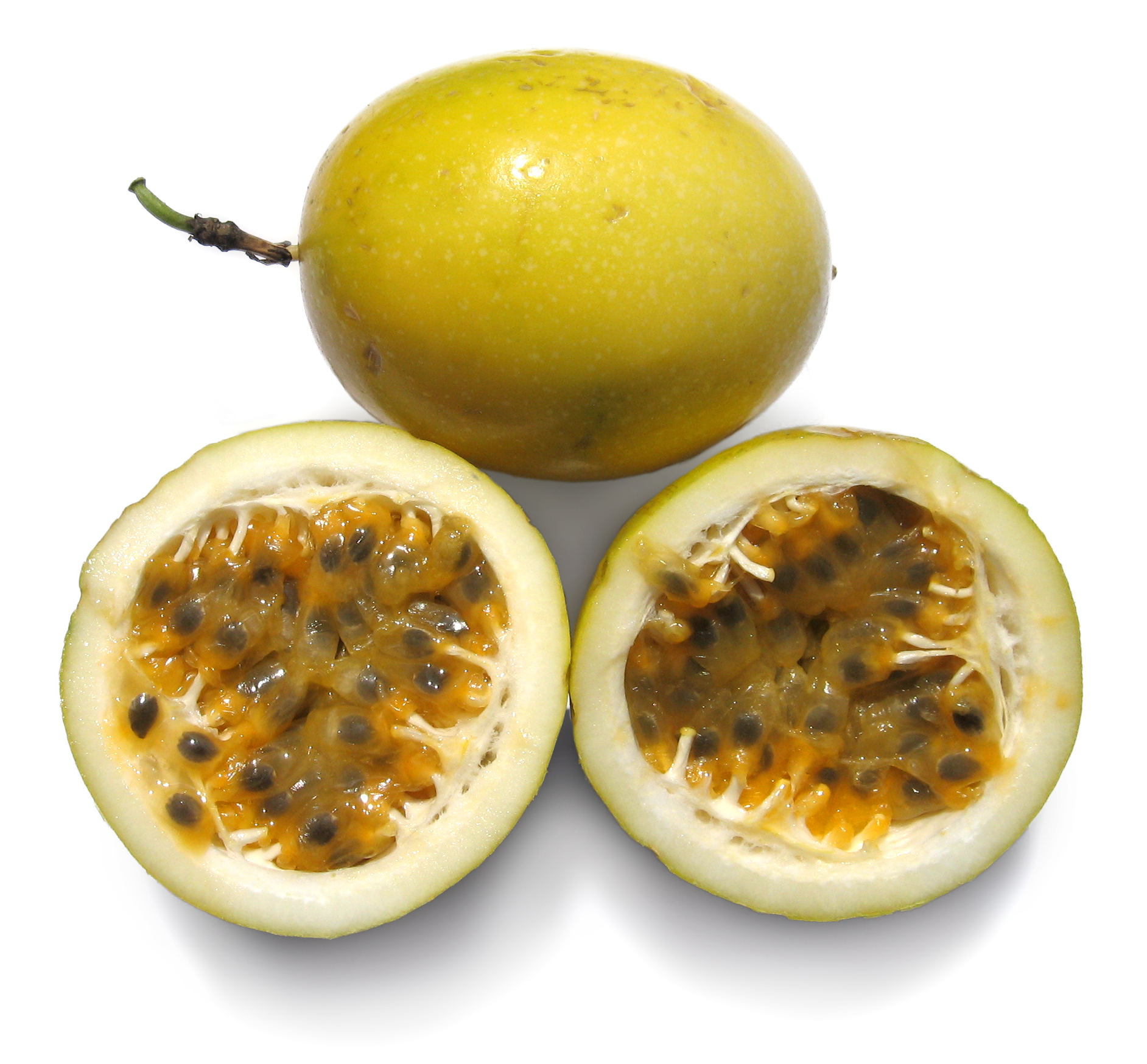
Fruit de la passion jaune (Passiflora edulis f. flavicarpa).
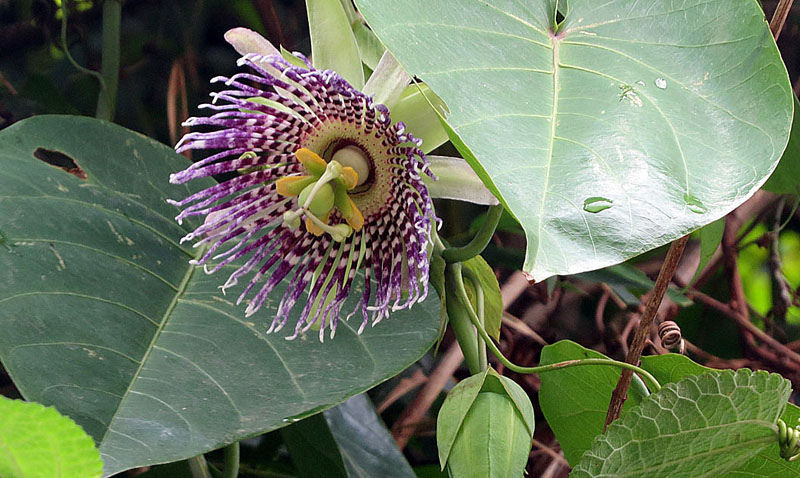
Passiflora ligularis en fleur.
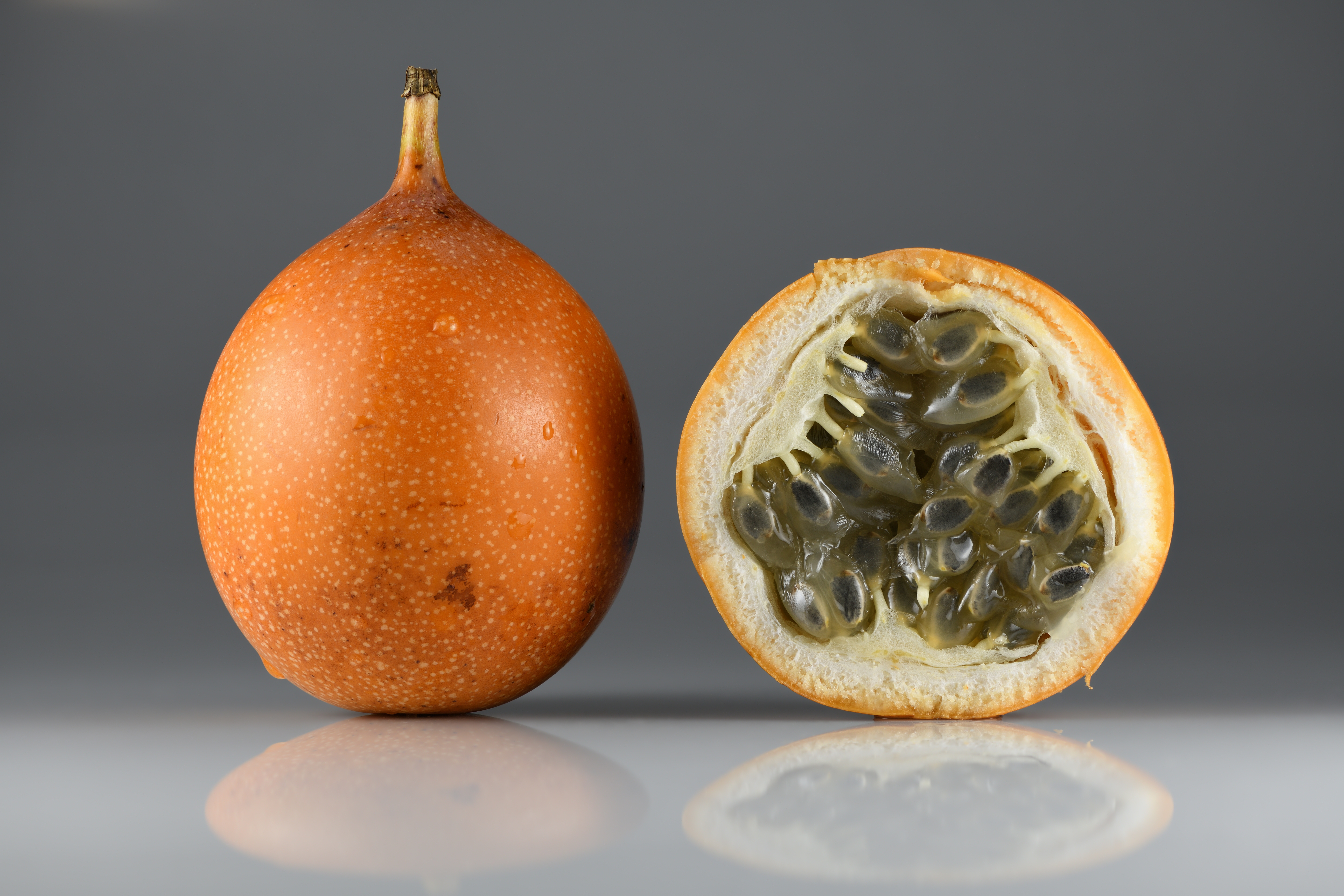
Fruit de Passiflora ligularis.
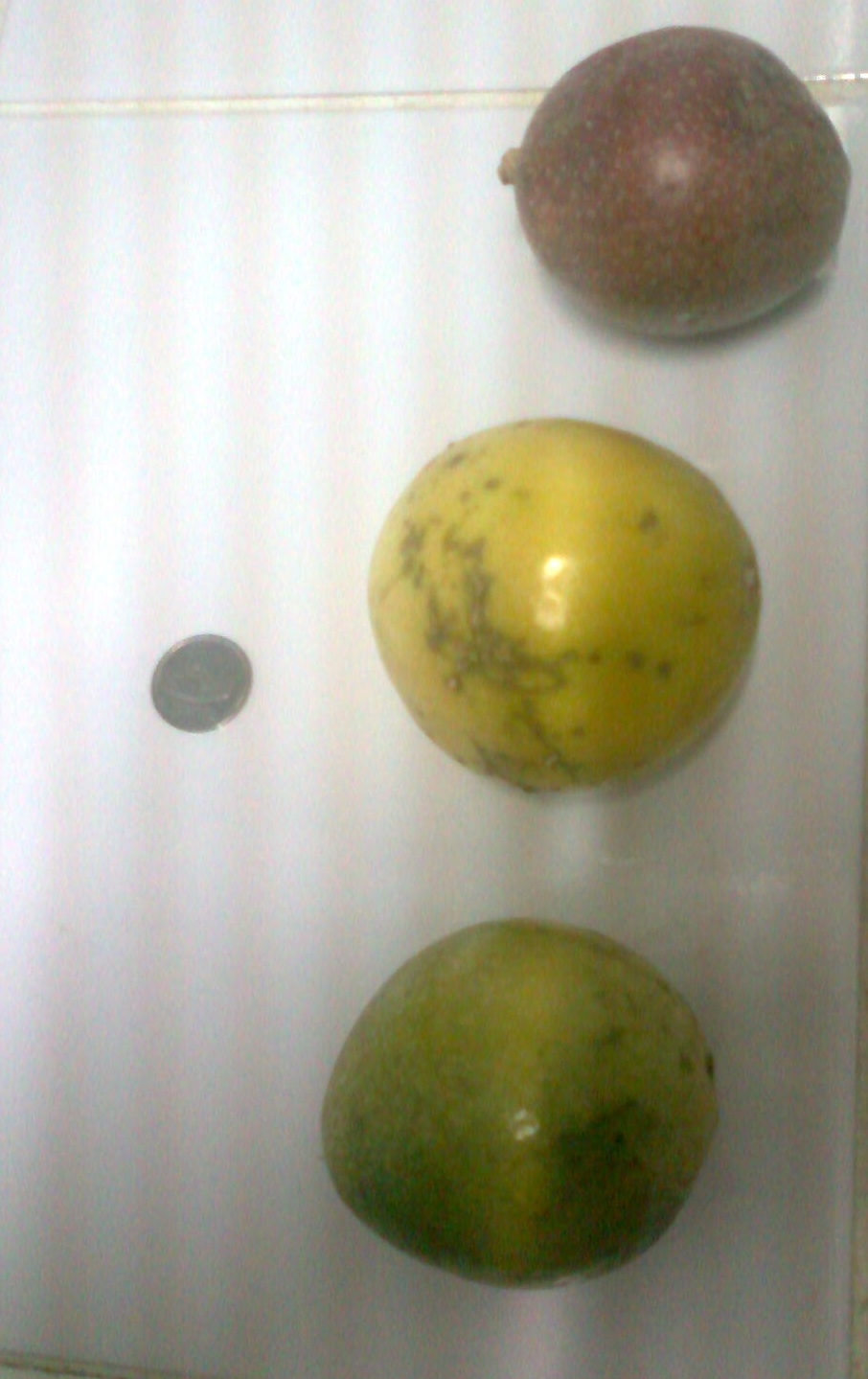
Passiflora edulis rouge, jaune et verte.
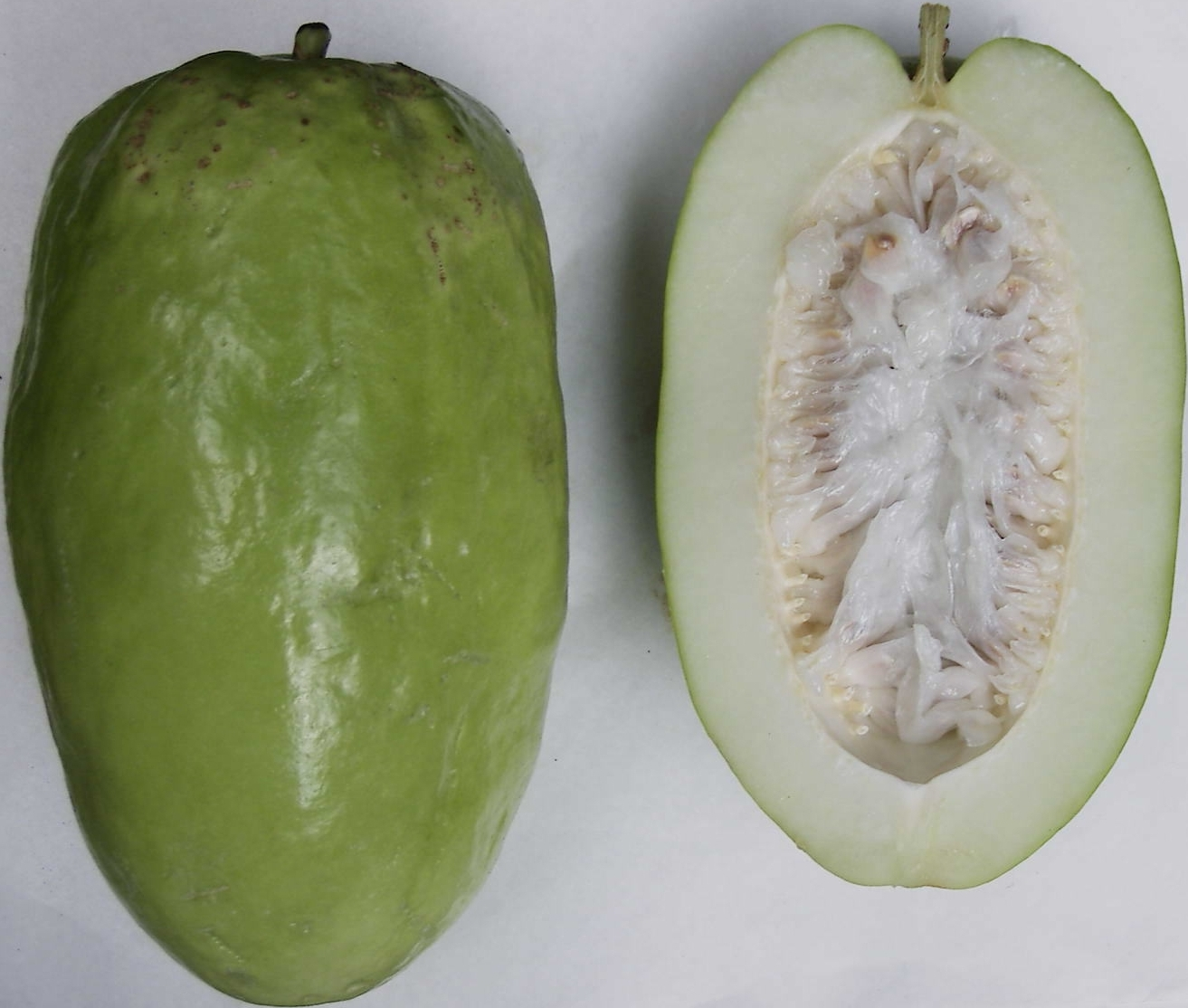
Grenadille géante (Passiflora quadrangularis L.).
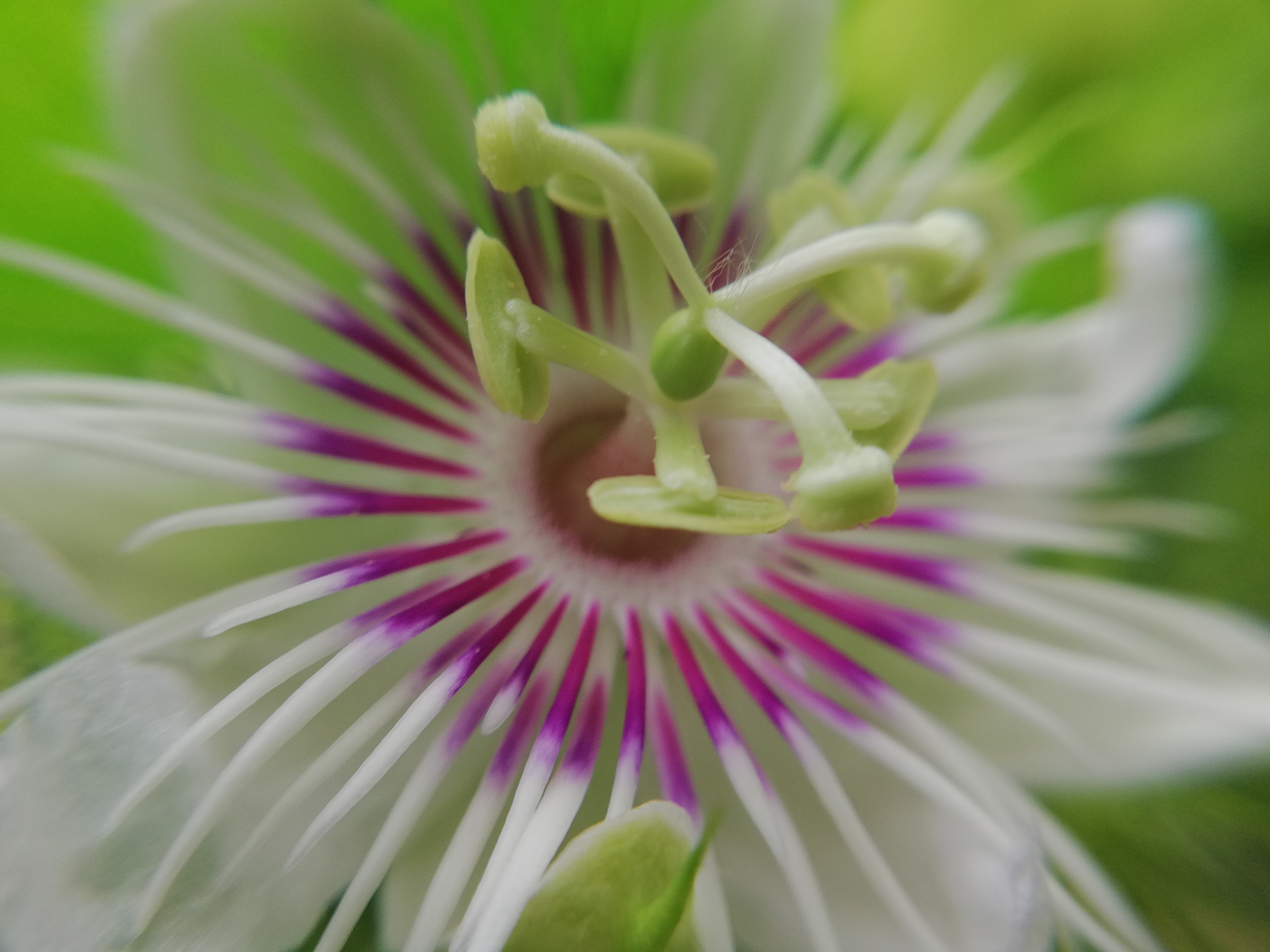
Fleur de passiflore.
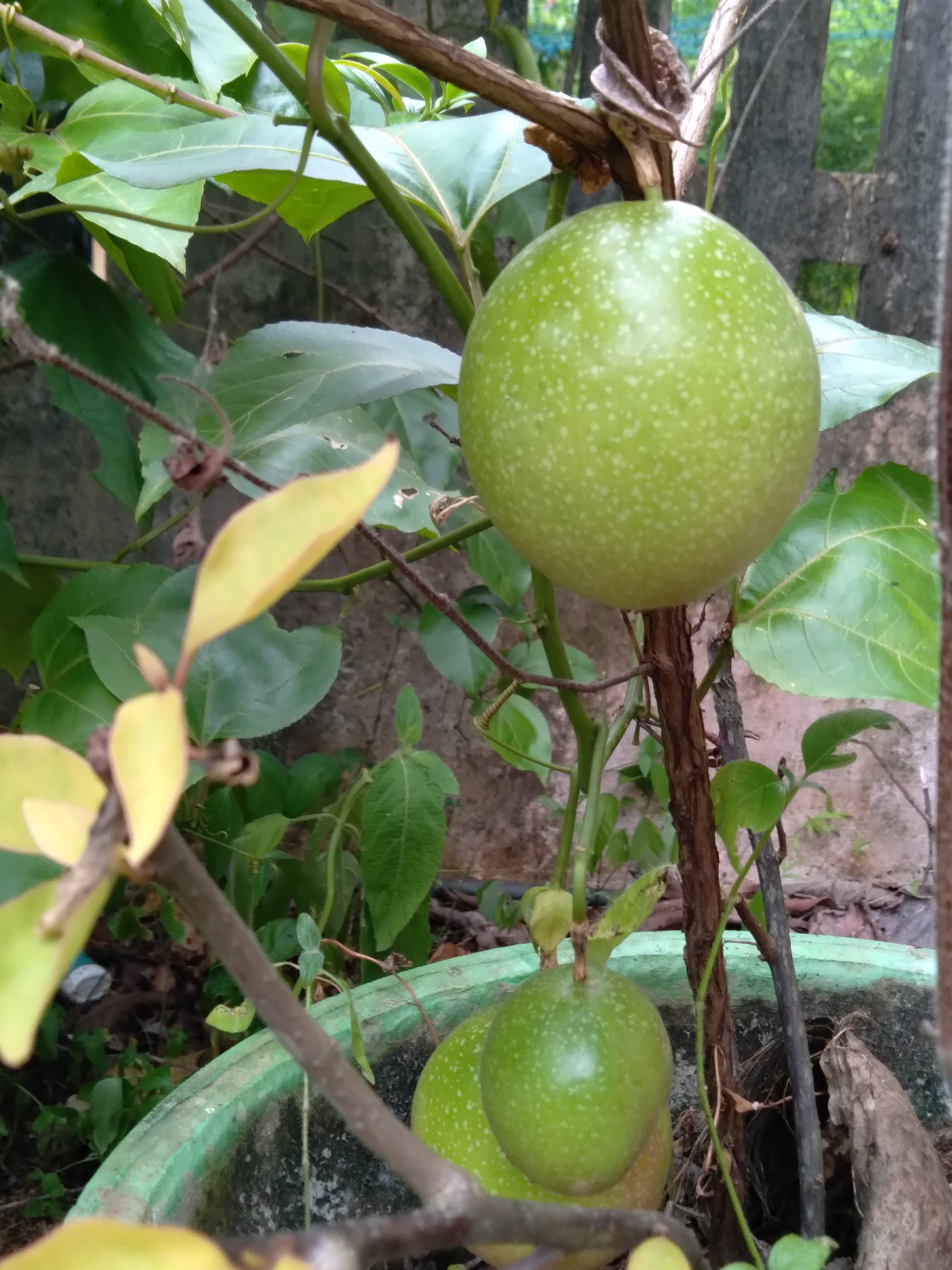
Fruit de la passion commun non mûr.